# 加比·波尔蒂略
加比·若尔当·波尔蒂略（葡萄牙語：Gabi Jordão Portilho，1995年7月18日—），巴西女子足球运动员，场上位置是中场。她曾代表巴西国家队参加2024年夏季奥林匹克运动会女子足球比赛，获得一枚银牌。